# 平岡町 (八王子市)
平岡町（ひらおかちょう）は、東京都八王子市の地名である。丁番を持たない単独町名であり、住居表示実施済区域、面積は0.168km2。郵便番号は192-0061（八王子郵便局管区）。電話番号は042-620～628・634・655が使われる。

## 地理
八王子市の東部、浅川の南岸に位置する。町名は、江戸期に八王子十八代官であった平岡三郎右衛門が居住していたということから名づけられた。中央部を甲州街道八王子バイパスが東西に横切っている。
東で大横町、南で本郷町、西で元本郷町、北で中野上町と隣接する。

### 河川
- 浅川

## 歴史
- 1912年（大正1年）10月1日 - 町名改正に伴い、南多摩郡八王子町元本郷町のうち五日市往還の東側が平岡町となる。
- 1917年（大正6年）9月1日 - 八王子市制定により、同市の一地域となる。
- 1968年 - 住居表示を実施。

## 世帯数と人口
2017年（平成29年）12月31日現在の世帯数と人口は以下の通りである。
| 町丁   | 世帯数  | 人口    |
| ------ | ------- | ------- |
| 平岡町 | 758世帯 | 1,421人 |

## 小・中学校の学区
市立小・中学校に通う場合、学区は以下の通りとなる。
| 番地 | 小学校               | 中学校               |
| ---- | -------------------- | -------------------- |
| 全域 | 八王子市立第二小学校 | 八王子市立第四中学校 |

## 交通

### バス
- 西東京バス
  - 平岡町

### 道路
- 東京都道32号八王子五日市線〈秋川街道〉

## 施設

### 商業
- スズキ自販南東京 スズキアリーナ八王子平岡町[6]
- ホンダカーズ東京中央 オートテラス八王子[7]
- 関東マツダ 八王子平岡店[8]
- 夢庵 八王子西店[9]
- すき家 八王子平岡店[10]
- 越後そば 弥彦[11]
- かつさと 八王子平岡町店[12]